# Braziliaanse eendenbek
De Braziliaanse eendenbek (Percophis brasiliensis) is een straalvinnige vis uit de familie van Percophidae, orde van baarsachtigen (Perciformes). De vis kan een lengte bereiken van 53 centimeter. De onderfamilie van deze vis is monotypisch: de soort is de enige soort in het geslacht Percophis en de onderfamilie Percophinae.

## Leefomgeving
Percophis brasiliensis is een zoutwatervis. De soort komt voor in gematigde wateren in de Atlantische Oceaan.

## Relatie tot de mens
Percophis brasiliensis is voor de visserij van aanzienlijk commercieel belang. In de hengelsport wordt er weinig op de vis gejaagd. 